# Списък на фигурите в Анатомията на Грей: XI. Спланхнология
Фигурите по-долу се срещат в глава XI-та: Спланхнология от Анатомията на Грей (версия от 1918 г.)

## The respiratory apparatus (Тема 235)
- Фигура 947
- Фигура 948
- Фигура 949

### Thelarynx(Тема 236)
- Фигура 950
- Фигура 951
- Фигура 952
- Фигура 953
- Фигура 954
- Фигура 955
- Фигура 956
- Фигура 957
- Фигура 958
- Фигура 959
- Фигура 960

### Thetracheaandbronchi(Тема 237)
- Фигура 961
- Фигура 962
- Фигура 963
- Фигура 964

### Thepleurae(Тема 238)
- Фигура 965
- Фигура 966

### Themediastinum(Тема 239)
- Фигура 967
- Фигура 968
- Фигура 969

### Thelungs(Тема 240)
- Фигура 970
- Фигура 971
- Фигура 972
- Фигура 973
- Фигура 974
- Фигура 975
- Фигура 976

## The digestive apparatus (Тема 241)
- Фигура 977
- Фигура 978
- Фигура 979
- Фигура 980
- Фигура 981
- Фигура 982
- Фигура 983
- Фигура 984
- Фигура 985
- Фигура 986
- Фигура 987
- Фигура 988
- Фигура 989
- Фигура 990
- Фигура 991
- Фигура 992
- Фигура 993

### Themouth(Тема 242)
- Фигура 994
- Фигура 995
- Фигура 996
- Фигура 997
- Фигура 998
- Фигура 999
- Фигура 1000
- Фигура 1001
- Фигура 1002
- Фигура 1003
- Фигура 1004
- Фигура 1005
- Фигура 1006
- Фигура 1007
- Фигура 1008
- Фигура 1009
- Фигура 1010
- Фигура 1011
- Фигура 1012
- Фигура 1013
- Фигура 1014
- Фигура 1015
- Фигура 1016
- Фигура 1017
- Фигура 1018
- Фигура 1019
- Фигура 1020
- Фигура 1021
- Фигура 1022
- Фигура 1023
- Фигура 1024
- Фигура 1025
- Фигура 1026

### Thefauces(Тема 243)
- Фигура 1027
- Фигура 1028

### Thepharynx(Тема 244)
- Фигура 1029
- Фигура 1030
- Фигура 1031

### Theesophagus(Тема 245)
- Фигура 1032
- Фигура 1033

### Theabdomen(Тема 246)
- Фигура 1034
- Фигура 1035
- Фигура 1036
- Фигура 1037
- Фигура 1038
- Фигура 1039
- Фигура 1040
- Фигура 1041
- Фигура 1042
- Фигура 1043
- Фигура 1044
- Фигура 1045

### Thestomach(Тема 247)
- Фигура 1046
- Фигура 1047
- Фигура 1048
- Фигура 1049
- Фигура 1050
- Фигура 1051
- Фигура 1052
- Фигура 1053
- Фигура 1054
- Фигура 1055

### Thesmall intestine(Тема 248)
- Фигура 1056
- Фигура 1057
- Фигура 1058
- Фигура 1059
- Фигура 1060
- Фигура 1061
- Фигура 1062
- Фигура 1063
- Фигура 1064
- Фигура 1065
- Фигура 1066
- Фигура 1067
- Фигура 1068
- Фигура 1069
- Фигура 1070
- Фигура 1071
- Фигура 1072

### Thelarge intestine(Тема 249)
- Фигура 1073
- Фигура 1074
- Фигура 1075
- Фигура 1076
- Фигура 1077
- Фигура 1078
- Фигура 1079
- Фигура 1080
- Фигура 1081
- Фигура 1082
- Фигура 1083
- Фигура 1084

### Theliver(Тема 250)
- Фигура 1085
- Фигура 1086
- Фигура 1087
- Фигура 1088
- Фигура 1089
- Фигура 1090
- Фигура 1091
- Фигура 1092
- Фигура 1093
- Фигура 1094
- Фигура 1095
- Фигура 1096

### Thepancreas(Тема 251)
- Фигура 1097
- Фигура 1098
- Фигура 1099
- Фигура 1100
- Фигура 1101
- Фигура 1102
- Фигура 1103
- Фигура 1104
- Фигура 1105

## The urogenital apparatus

### Development of theurinaryand generative organs (Тема 252)
- Фигура 1106
- Фигура 1107
- Фигура 1108
- Фигура 1109
- Фигура 1110
- Фигура 1111
- Фигура 1112
- Фигура 1113
- Фигура 1114
- Фигура 1115
- Фигура 1116
- Фигура 1117
- Фигура 1118
- Фигура 1119

### Theurinary organs

#### Thekidneys(Тема 253)
- Фигура 1120
- Фигура 1121
- Фигура 1122
- Фигура 1123
- Фигура 1124
- Фигура 1125
- Фигура 1126
- Фигура 1127
- Фигура 1128
- Фигура 1129
- Фигура 1130
- Фигура 1131
- Фигура 1132
- Фигура 1133

#### Theureters(Тема 254)
- Фигура 1134

#### Theurinary bladder(Тема 255)
- Фигура 1135
- Фигура 1136
- Фигура 1137
- Фигура 1138
- Фигура 1139
- Фигура 1140
- Фигура 1141

#### The maleurethra(Тема 256)
- Фигура 1142

### Themale genital organs

#### Thetestesand their coverings (Тема 258)
- Фигура 1143
- Фигура 1144
- Фигура 1145
- Фигура 1146
- Фигура 1147
- Фигура 1148
- Фигура 1149
- Фигура 1150
- Фигура 1151

#### Theductus deferens(Тема 259)
- Фигура 1152

#### Theejaculatory ducts(Тема 261)
- Фигура 1153

#### Thepenis(Тема 262)
- Фигура 1154
- Фигура 1155
- Фигура 1156
- Фигура 1157
- Фигура 1158
- Фигура 1159

#### Theprostate(Тема 263)
- Фигура 1160

### Thefemale genital organs(Тема 265)
- Фигура 1161

#### Theovaries(Тема 266)
- Фигура 1162
- Фигура 1163
- Фигура 1164

#### Theuterine tube(Тема 267)
- Фигура 1165

#### Theuterus(Тема 268)
- Фигура 1166
- Фигура 1167
- Фигура 1168
- Фигура 1169
- Фигура 1170

#### The external organs (Тема 270)
- Фигура 1171

#### Themammæ(Тема 271)
- Фигура 1172
- Фигура 1173

## Theductless glands

### Thethyroid gland(Тема 272)
- Фигура 1174
- Фигура 1175
- Фигура 1176

### Theparathyroid glands(Тема 273)
- Фигура 1177

### Thethymus(Тема 274)
- Фигура 1178
- Фигура 1179

### Thehypophysis cerebri(Тема 275)
- Фигура 1180
- Фигура 1181
- Фигура 1182

### Thechromaphiland cortical systems (Тема 277)
- Фигура 1183
- Фигура 1184
- Фигура 1185
- Фигура 1186
- Фигура 1187

### Thespleen(Тема 278)
- Фигура 1188
- Фигура 1189
- Фигура 1190
- Фигура 1191
- Фигура 1192